# الساعة الذهبية (تصوير)

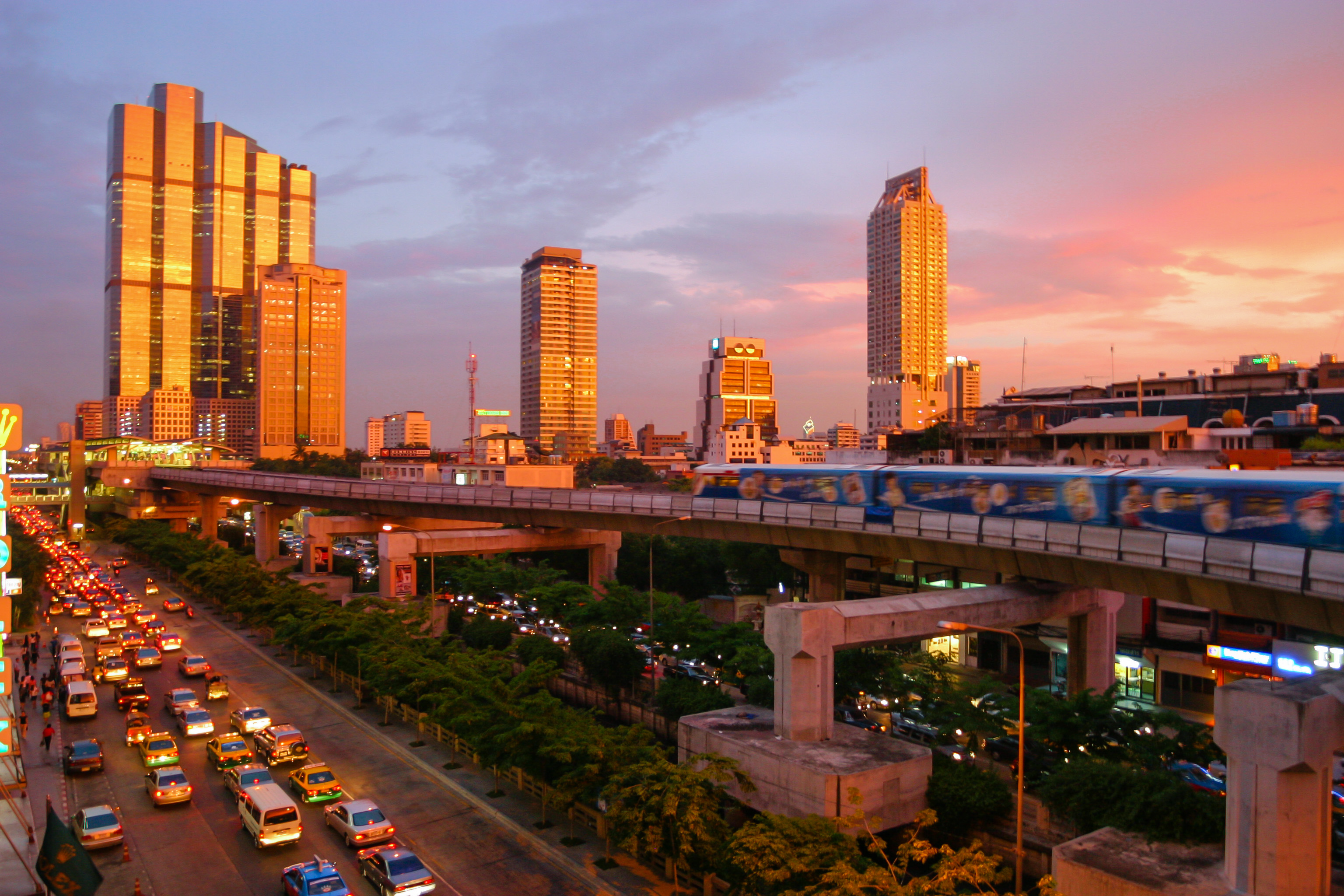
الساعة الذهبية في بانكوك

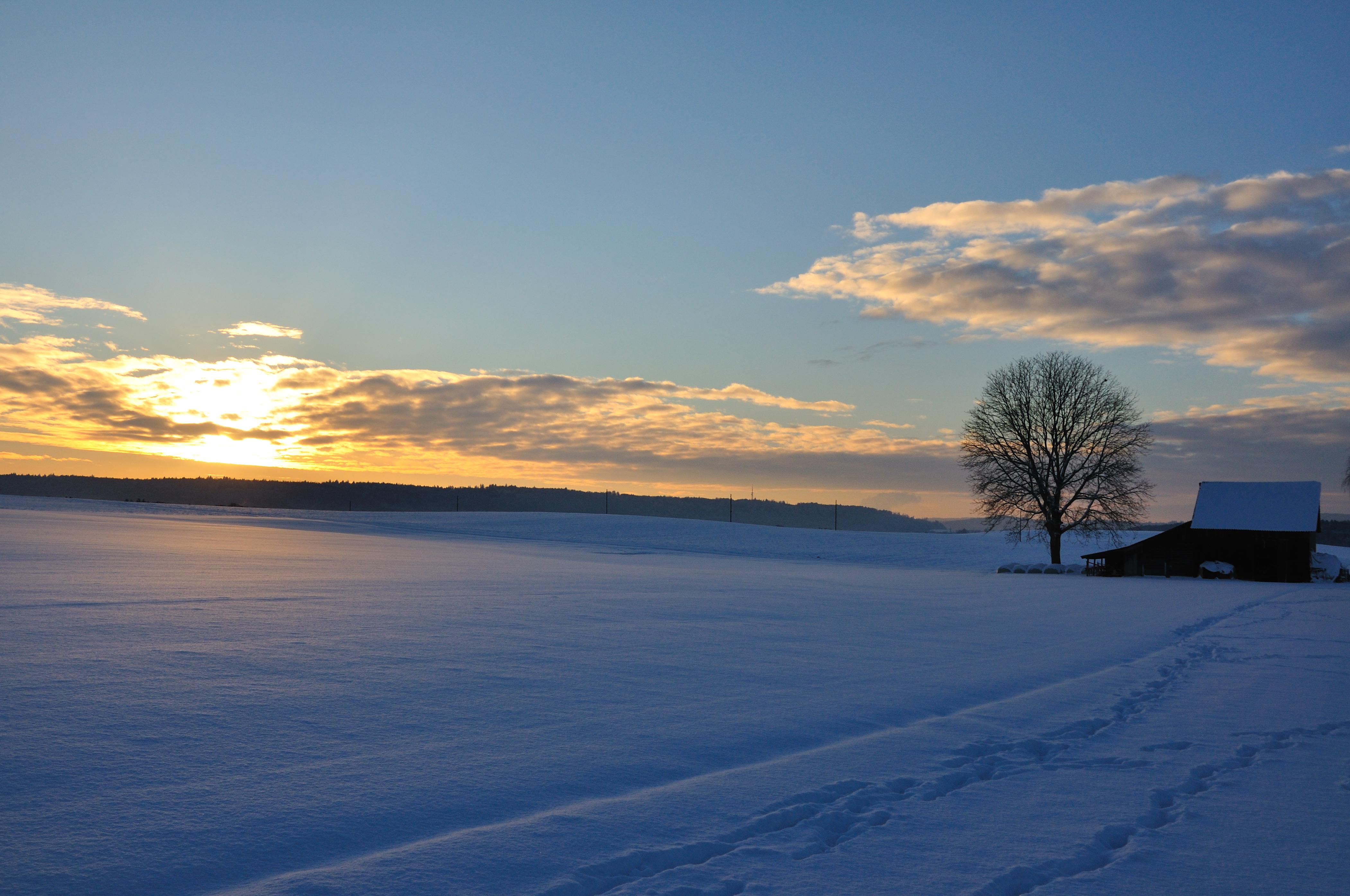
الساعة الذهبية في سويسرا اثناء يوم شتوي بارد

تُعرف الساعة الذهبية أو الساعة السحرية في التصوير بأنها الفترة من النهار التي تلي شروق الشمس بوقت قصير أو التي تسبق غروبها، حيث يكون ضوء النهار أكثر احمرارًا ونعومةً مقارنةً بأوقات ارتفاع الشمس في السماء. خلال هذه الأوقات، يتطابق سطوع السماء مع سطوع أضواء الشوارع واللافتات وأضواء السيارات والنوافذ المضاءة.
تُعرف الفترة الزمنية التي تسبق الساعة السحرية عند شروق الشمس، أو التي تليها عند غروبها، باسم "الساعة الزرقاء". يحدث ذلك عندما تكون الشمس على عمق كبير تحت الأفق، وعندما يأخذ ضوء الشمس المتبقي غير المباشر لونًا أزرقًا في الغالب، ولا توجد ظلال حادة لأن الشمس إما لم تشرق بعد، أو قد غربت بالفعل.

## التفاصيل
عندما تكون الشمس منخفضة فوق الأفق، يجب أن تخترق أشعة الشمس الغلاف الجوي لمسافة أكبر، مما يقلل من شدة الضوء المباشر، بحيث يأتي المزيد من الإضاءة من الضوء غير المباشر من السماء، مما يقلل نسبة الإضاءة. هذا، من الناحية الفنية، نوع من انتشار الإضاءة. يتشتت المزيد من الضوء الأزرق، لذلك إذا كانت الشمس موجودة، يظهر ضوءها أكثر احمرارًا. بالإضافة إلى ذلك، تُنتج الزاوية المنخفضة للشمس فوق الأفق ظلالًا أطول.
يُستخدم مصطلح "الساعة" مجازيًا؛ التأثير ليس له مدة محددة بوضوح ويختلف باختلاف الفصل وخط العرض. يتم تحديد طبيعة الإضاءة من خلال ارتفاع الشمس، ويعتمد الوقت الذي تستغرقه الشمس للانتقال من الأفق إلى ارتفاع معين على خط عرض الموقع والوقت من العام. في لوس أنجلوس، كاليفورنيا، بعد ساعة من شروق الشمس أو قبل ساعة من غروبها، يبلغ ارتفاع الشمس حوالي 10-12 درجة. بالنسبة لموقع أقرب إلى خط الاستواء، يتم الوصول إلى نفس الارتفاع في أقل من ساعة، وبالنسبة لموقع أبعد عن خط الاستواء، يتم الوصول إلى الارتفاع في أكثر من ساعة. بالنسبة لموقع بعيد بدرجة كافية عن خط الاستواء، قد لا تصل الشمس إلى ارتفاع 10 درجات، وتستمر الساعة الذهبية طوال اليوم في مواسم معينة.
في منتصف النهار، يمكن أن تخلق الشمس الساطعة العلوية إضاءة قوية وظلالًا داكنة. تختلف الدرجة التي يمكن أن يحدث بها التعريض المفرط لأن أنواعًا مختلفة من الأفلام والكاميرات الرقمية لها نطاقات ديناميكية مختلفة. تُعد مشكلة الإضاءة القاسية هذه مهمة بشكل خاص في التصوير الفوتوغرافي للصور الشخصية، حيث يكون من الضروري غالبًا استخدام فلاش ملء لموازنة الإضاءة عبر وجه أو جسم الهدف، وملء الظلال القوية التي تُعتبر عادةً غير مرغوبة.
نظرًا لأن التباين أقل خلال الساعة الذهبية، تكون الظلال أقل قتامة، وتقل احتمالية التعريض المفرط للإضاءة. في التصوير الفوتوغرافي للمناظر الطبيعية، يُعتبر اللون الدافئ للشمس المنخفضة مرغوبًا فيه غالبًا لتعزيز ألوان المشهد. إنه أفضل وقت في اليوم للتصوير الطبيعي عندما تكون الإضاءة المنتشرة والدافئة مرغوبة.

## معرض صور

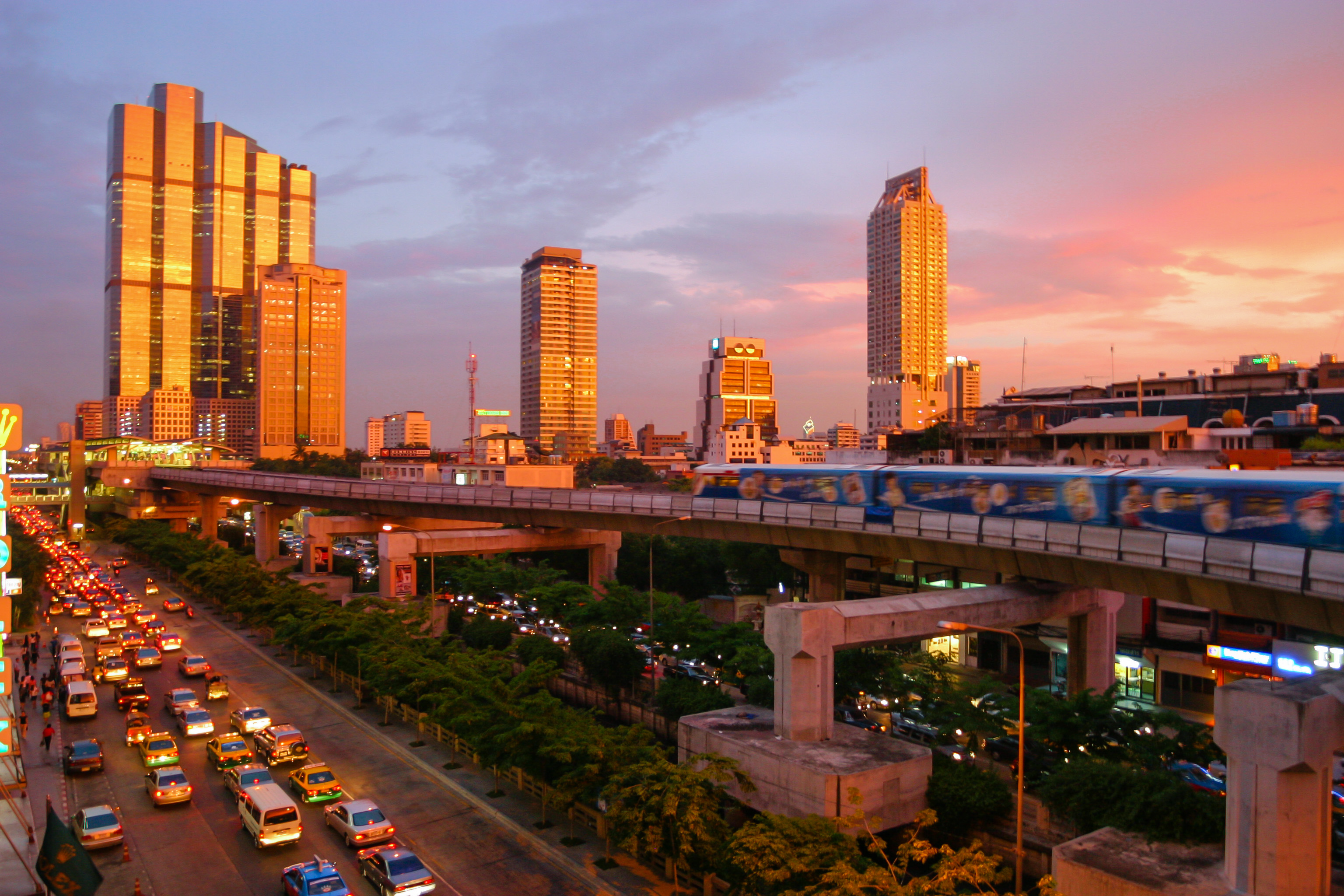
بانكوك خلال الساعة الذهبية
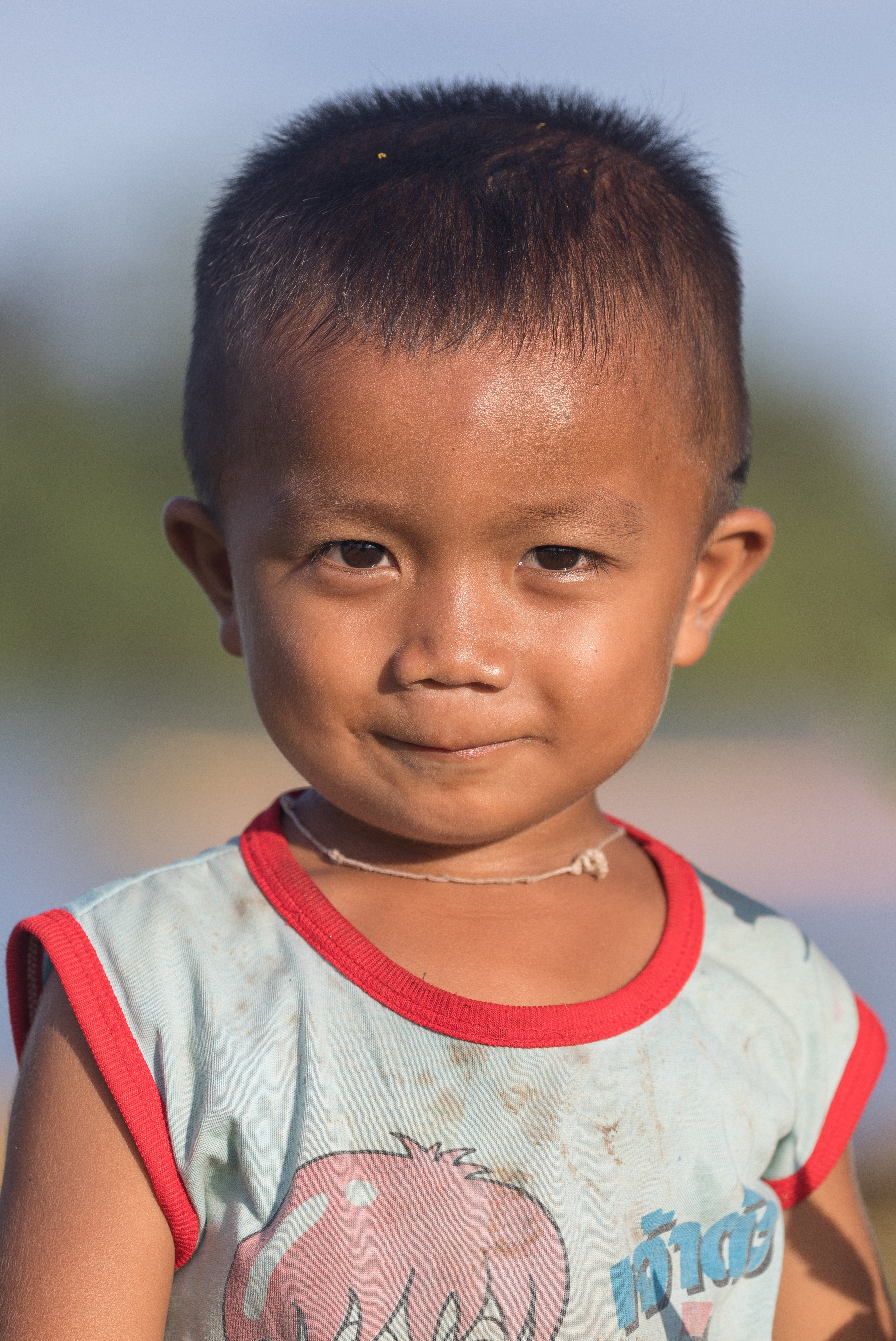
صورة شخصية تم التقاطها خلال الساعة الذهبية
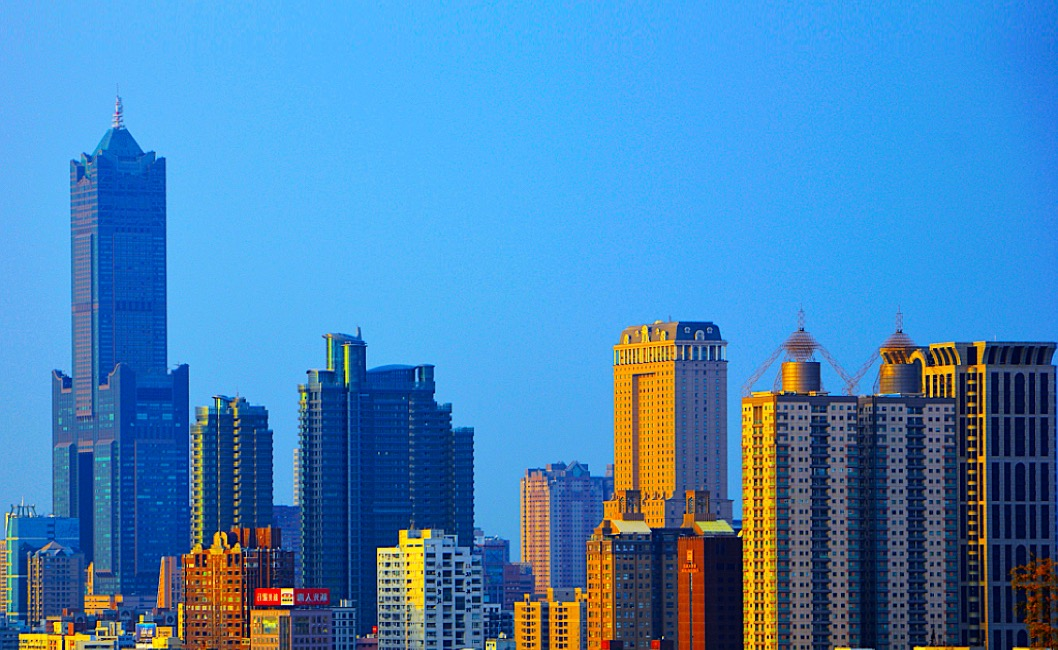
الساعة الذهبية في وسط مدينة كاوهسيونج في تايوان
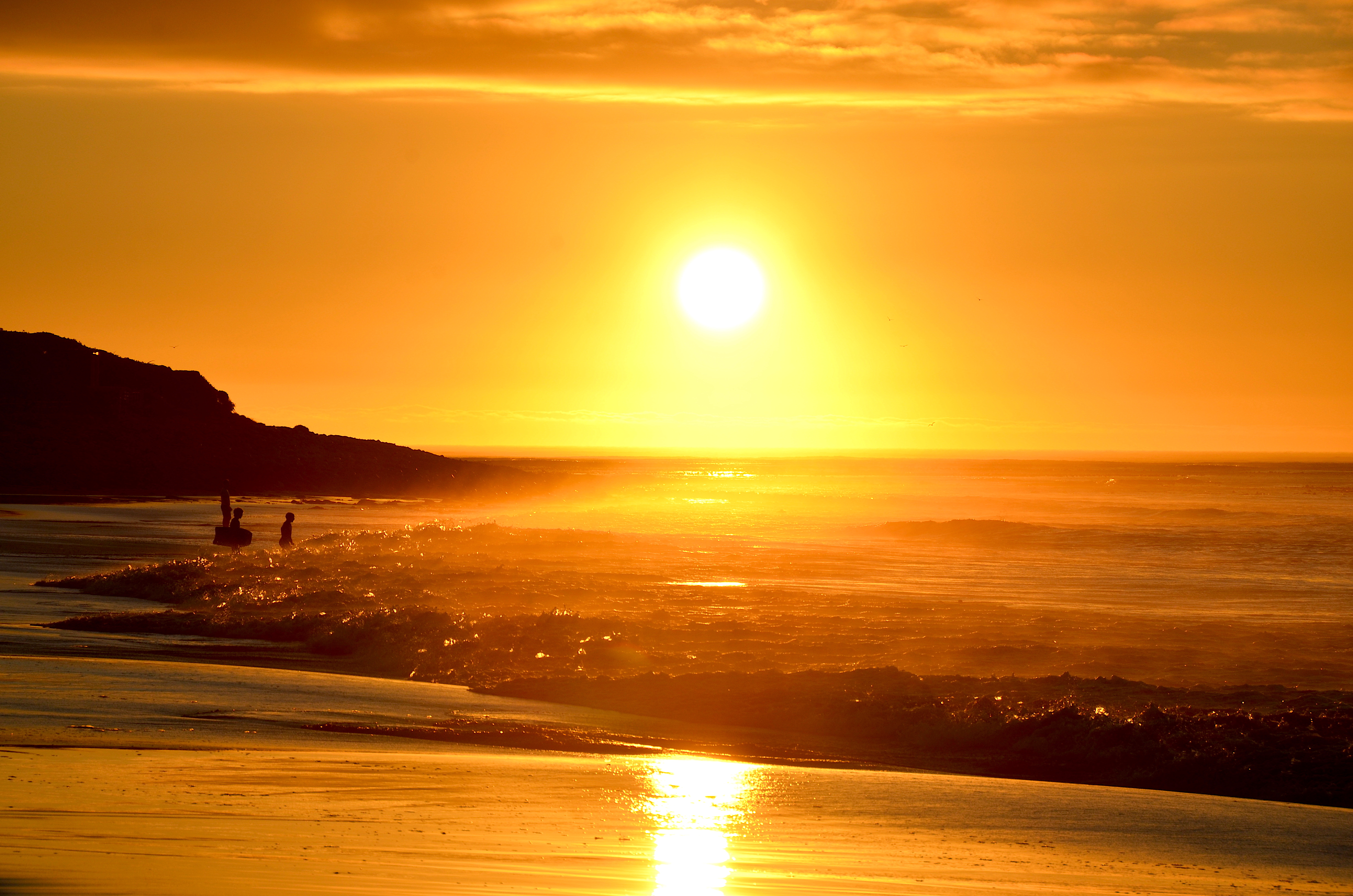
الساعة الذهبية في لونج بيتش، نوردهوك، كيب تاون في جنوب أفريقيا
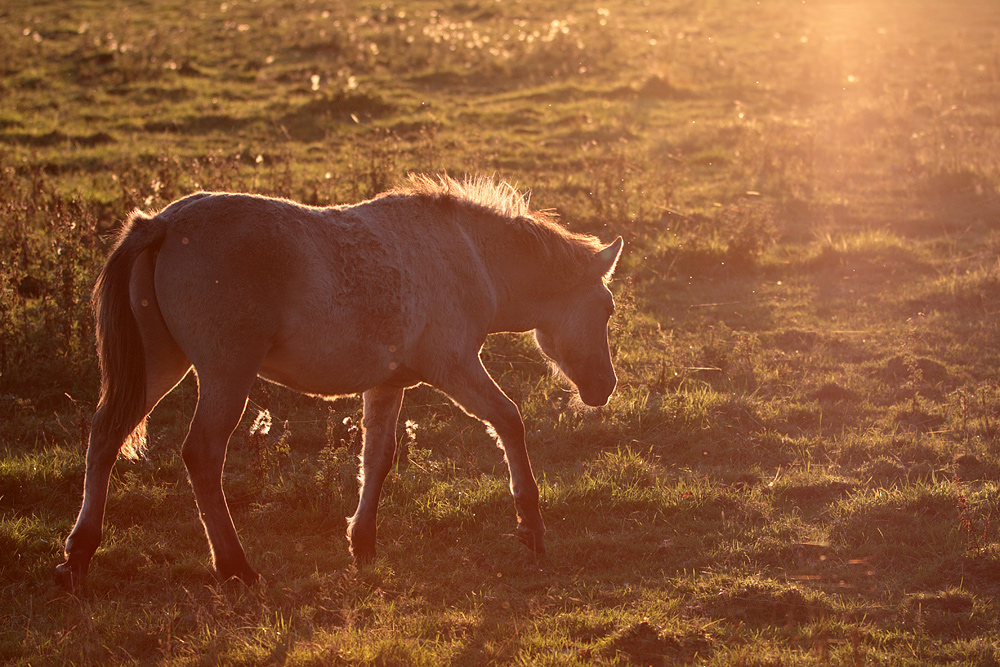
مهر مضاء من الخلف خلال الساعة الذهبية
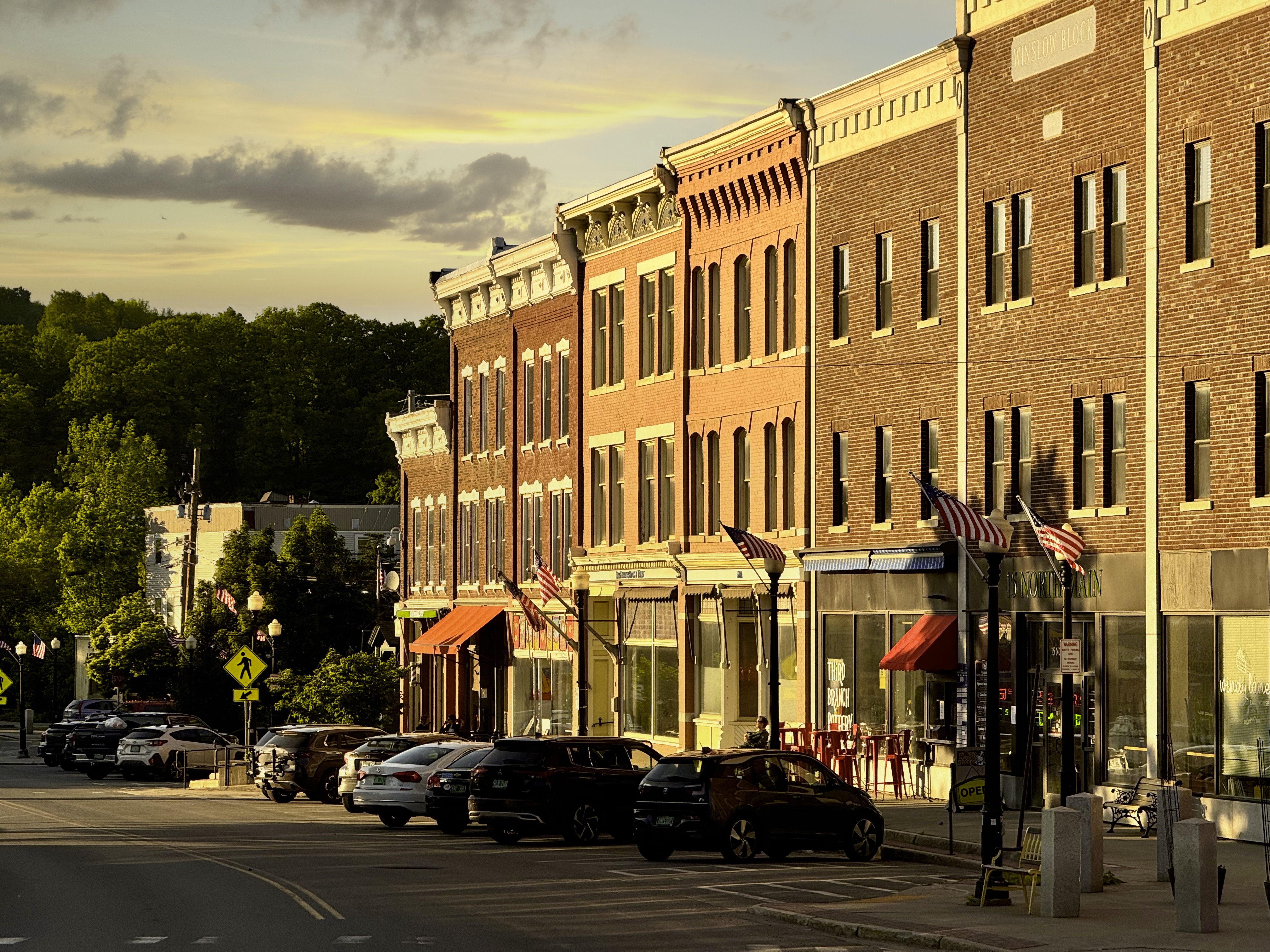
راندولف، فيرمونت